# Kyle Hebert
Kyle Hebert (Lake Charles, 14 giugno 1969) è un doppiatore statunitense.
Presente sulla scena sin dai primi anni novanta, nella sua carriera ha doppiato quasi prevalentemente anime. I suoi ruoli più importanti sono quelli di Gohan in Dragon Ball Z, Sōsuke Aizen in Bleach, Nefetari Cobra in One Piece, Kiba Inuzuka in Naruto, Vato Falman in Fullmetal Alchemist e Fullmetal Alchemist: Brotherhood e Reiji Kikuchi in Darker Than Black. È anche il doppiatore ufficiale di Ryu della nota serie Street Fighter.

## Filmografia
- Ralph Spaccatutto (Wreck-It Ralph), regia di Rich Moore (2012) – voce